# Логозовичі
Логозовичі (рос. Логозовичи) — присілок в Псковському районі Псковської області Російської Федерації.
Населення становить 95 осіб. Входить до складу муніципального утворення Логозовська волость.

## Історія
Від 2015 року входить до складу муніципального утворення Логозовська волость.

## Населення
| 2001 | 2002 | 2010 | 2012 |
| ---- | ---- | ---- | ---- |
| 70   | ↗75  | ↘61  | ↗95  |